# Formació de Morrison

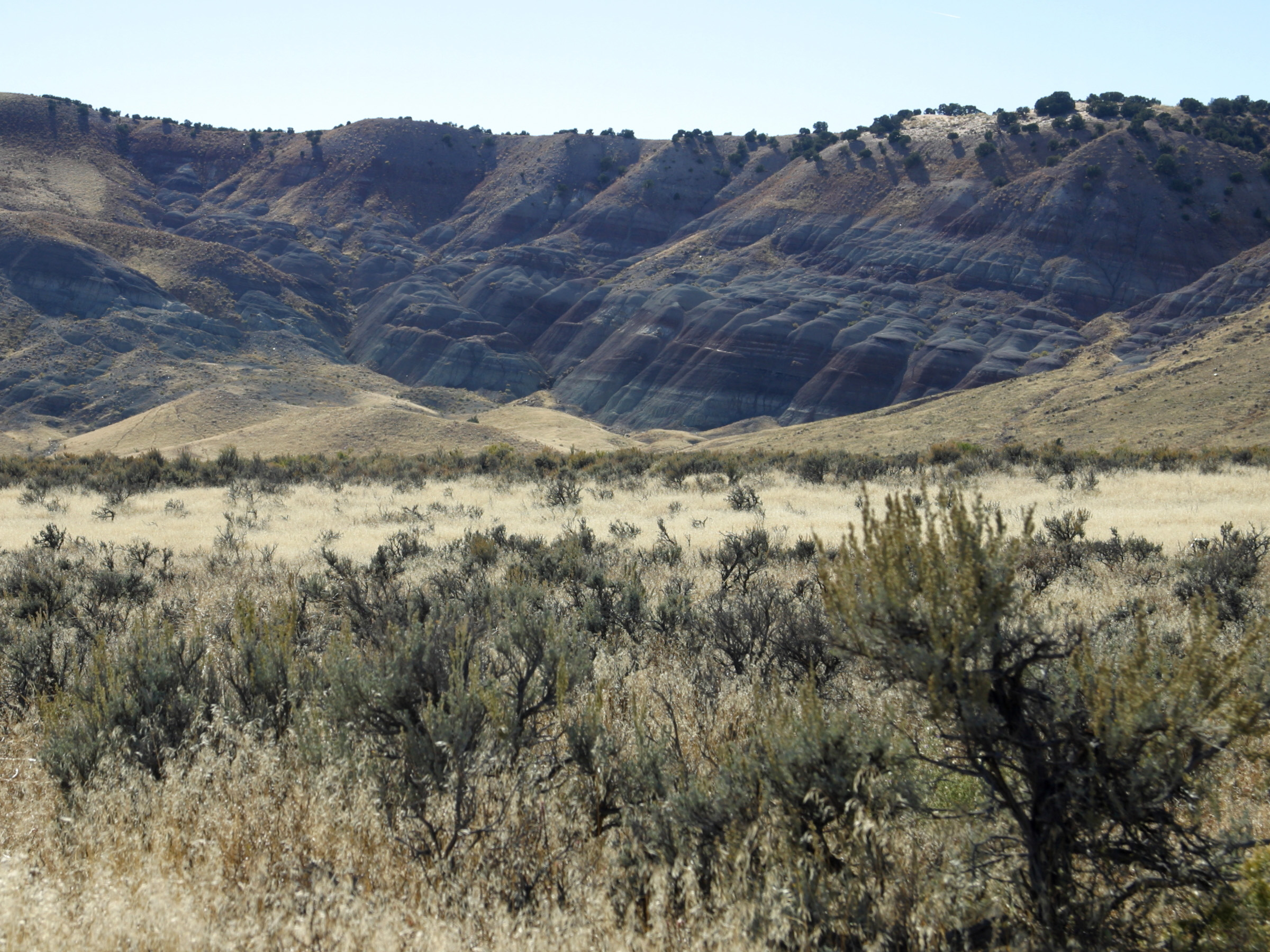
Les bandes característiques de la formació de Morrison, un grup de capes rocoses que es troben arreu del Dinosaur National Monument i la font de fòssils com els descoberts a la Dinosaur Quarry.

La formació de Morrison és una seqüència característica de roca sedimentària del Juràssic superior a l'oest dels Estats Units i el Canadà, que ha estat la font de fòssils de dinosaure més prolífica de Nord-amèrica. Es compon de llims, gresos, lutites i limolites, i és d'un color gris clar, gris verdós, o vermell. La majoria de fòssils es troben a les capes verdes de limolita i gresos inferiors, vestigis de rius i planes inundables del període Juràssic.
Està centrada en Wyoming i Colorado, amb afloraments a Montana, Dakota del Nord, Dakota del Sud, Nebraska, Kansas, els sortints d'Oklahoma i Texas, Nou Mèxic, Arizona, Utah i Idaho. Cobreix una àrea d'1,5 milions de quilòmetres quadrats, tot i que només una minúscula fracció està exposada i accessible als geòlegs i paleontòlegs. Més del 75% encara roman enterrat sota les praderies a l'est, mentre que gran part de la resta fou destruïda per l'erosió quan les muntanyes Rocoses s'alçaren a l'oest.